# 1312

## Събития
- 13 октомври – Папа Климент V прогонва рицарите тамплиери от Франция. Някои хора вярват, че това е основата на Петък 13-и.
- 13 юли – Лудвиг I, крал на Унгария, Хърватия, Далмация, Йерусалим и Сицилия от 1342 и на Полша от 1370 започва царуването си.

### Недатирани
- Провежда се битка близо до Тива.
- Започва обсадата на Росток.

## Родени
- 13 ноември – крал Едуард III (у. 1377)
- Уилям Дон де Бърг, 3-ти граф на Ълстър (у. 1333)

## Починали
- 13 май – Теобалд II, херцог на Лотарингия (р. 1263)
- 27 август – Артър II, херцог на Бретан (р. 1262)
- 7 септември – крал Фердинанд IV (р. 1285)
- 27 октомври – Джон II, херцог на Брабант (р. 1275)
- неизвестна дата – Салвино дели Армати, италиански оптик